# Ambia colonalis
Ambia colonalis is een vlinder uit de familie van de grasmotten (Crambidae). De wetenschappelijke naam van de soort is voor het eerst gepubliceerd in 1864 door Otto Bremer.
De soort komt voor in het noorden en het westen van de Himalaya, India, Oblast Amoer (Rusland) en het daaraan grenzende deel in noordoost-China.